# Stockholm (Schiff, 1948)
Das Passagierschiff Stockholm war das am längsten im Dienst befindliche Kreuzfahrtschiff der Welt. Es wurde 1946 in der Werft Götaverken in Göteborg (Schweden) als Transatlantikliner gebaut. Das Schiff hatte im Laufe seiner Karriere elf Namen, zuletzt seit 2016 Astoria. Bekannt wurde es vor allem durch den Zusammenstoß mit der Andrea Doria 1956 und in der DDR als FDGB-Urlauberschiff Völkerfreundschaft (1960–1985). Seit 2020 war das Schiff aufgelegt. 2025 wurde es an eine belgische Abwrackwerft verkauft; es soll dort bis 2026 zerlegt und dem Recycling zugeführt werden.

## Geschichte

### Bau und Inbetriebnahme
Die Jungfernfahrt absolvierte das Schiff am 21. Februar 1948 auf der Strecke von Göteborg nach New York.

### Geschichte 1952–1960
Im Jahr 1952 wurde die Stockholm umgebaut und hatte danach 12.644 BRT und Kapazität für 86 Passagiere der 1. Klasse und 584 für die Touristenklasse. 1955/56 wurde die Ladeluke III mit dem Kinosaal überbaut und der Laderaum III in jeweiliger Deckslage anderer Raumnutzung zugeführt.

#### Kollision 1956

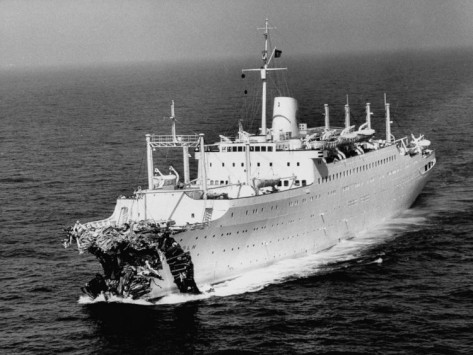
Stockholm nach der Kollision 1956

Am 25. Juli 1956 lief die Stockholm aus New York aus und kollidierte kurz vor Mitternacht in einer Nebelbank nahe Nantucket mit dem doppelt so großen italienischen Liner Andrea Doria, den sie mittschiffs steuerbordseitig traf. Die Andrea Doria sank elf Stunden später, von den an Bord befindlichen Personen starben 46; auf der Stockholm gab es fünf Todesopfer. Sie nahm einen Teil der geretteten Passagiere (545) von der Andrea Doria auf und fuhr nach New York zurück, wo sie bis zum 5. November ein völlig neues Vorschiff (Bug) erhielt.
Vierundsechzig Jahre nach der Kollision, am 8. September 2020, fanden Spezialtaucher den abgerissenen Bug der Stockholm.

### Im Eigentum der DDR, 1960–1985

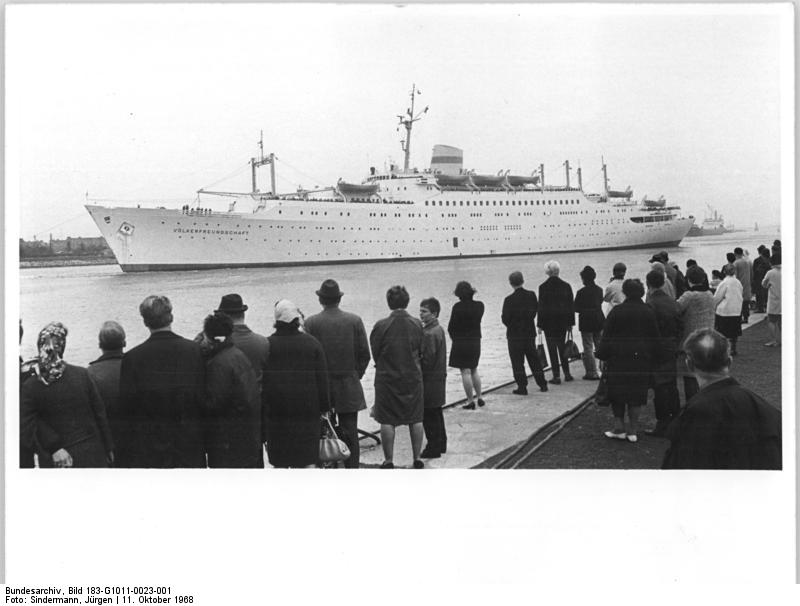
1968 in Warnemünde

Am 3. Januar 1960 erwarb die DDR das Schiff für 20 Millionen Schwedische Kronen mit Mitteln, die in der Steckenpferd-Bewegung erwirtschaftet worden waren, benannte es in Völkerfreundschaft um und stellte es über die Deutsche Seereederei dem FDGB-Feriendienst zur Verfügung.
Es wurde zu einem Einklassenschiff für 568 Passagiere und mit 12.442 BRT umgebaut. Am 24. Februar 1960 fand die erste Fahrt für den FDGB ins Mittelmeer statt und wurde fortan von Mai bis Oktober für eigene Urlaubsfahrten genutzt sowie in den Wintermonaten zeitweise an die schwedische Stena Line verchartert. Während der Kubakrise im Oktober 1962 durfte das mit Urlaubern besetzte Schiff, zeitweise von einem US-Zerstörer begleitet, die US-amerikanische Blockadelinie passieren und erreichte unversehrt Kuba.
Die Völkerfreundschaft diente Ende der 1970er Jahre unter anderem als Kulisse für den Spielfilm Die Rache des Kapitäns Mitchell – unter dem Namen Astoria, den sie 2016 nach mehreren Umbenennungen tatsächlich erhalten sollte.
Im Januar 1985 verkaufte die DDR die Völkerfreundschaft, nach mehr als 2,7 Millionen gefahrenen Kilometern und 117 angelaufenen Häfen in 51 Ländern, an die Reederei Neptunus Rex Enterprise.

#### Besondere Vorkommnisse

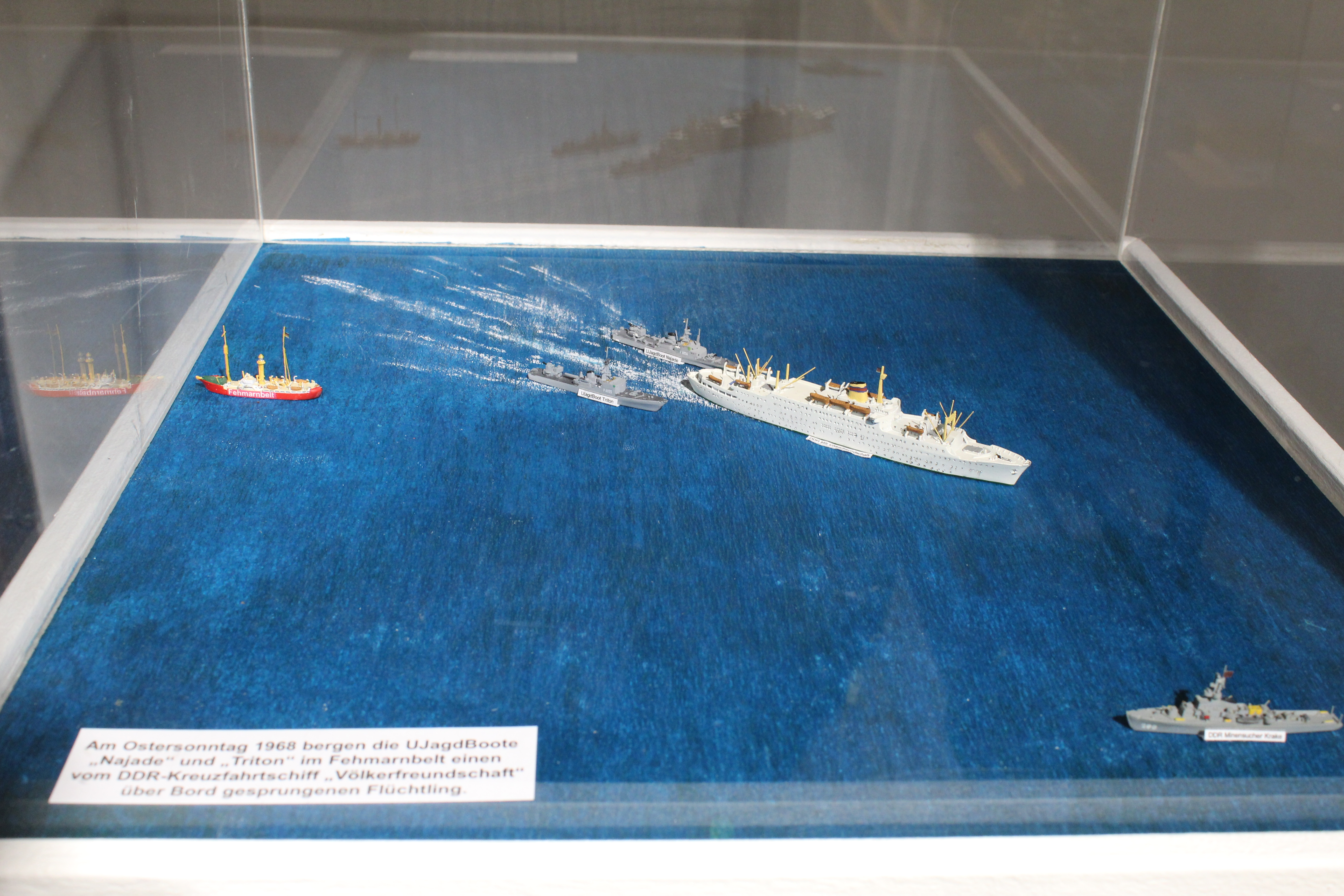
Darstellung des Najade-Zwischenfalls zu Ostern 1968

Am 13. April 1968, Ostersamstagabends, seilte sich im Fehmarnbelt ein Passagier durch das Bullauge seiner Kabine ab. Das Seil riss, der Flüchtling stürzte in die Ostsee und wurde von dem Torpedofangboot Najade der Bundesmarine gerettet. Die Najade und Triton, zwei Schiffe der Thetis-Klasse, waren zuvor von Kiel aus zur taktischen Nahaufklärung ausgelaufen. Die Kommandanten waren über die in der Bundesrepublik lebenden Eltern des Passagiers vorab informiert, dass ein DDR-Bürger eine Flucht plane. Auf See wiesen die Schiffsführungen die Besatzungen ein. Zur Aufnahme des Flüchtlings leitete die Najade ein abruptes Wendemanöver ein und rammte dabei unabsichtlich die Völkerfreundschaft, die leicht beschädigt weiterfuhr. Nachdem die Völkerfreundschaft in Warnemünde festgemacht hatte, fand die Staatssicherheit in der Kabine des Geretteten einen Kompass und westdeutsche Seekarten, die auf eine geplante Flucht hinwiesen.
1975 wurde die Besatzung des Schiffes kollektiv mit dem Orden Stern der Völkerfreundschaft ausgezeichnet.
Die Malerin Lea Grundig starb am 10. Oktober 1977 während einer Mittelmeerreise auf der Völkerfreundschaft.
Am 21. Januar 1983 kollidierte die Völkerfreundschaft nahe dem Feuerschiff Fehmarnbelt mit U 26 der Bundesmarine.

### Geschichte 1985 – heute
Die Geschichte des Schiffs seit 1985 ist gekennzeichnet durch mehrfachen Weiterverkauf und häufige Namens- und Nutzungswechsel.
Nachdem die Neptunus Rex Enterprise das Schiff 1985 erworben hatte, wurde es in Volker umbenannt und im August im Oslofjord vertäut. Im September 1985 wurde es nach Southampton verlegt.
Am 20. Dezember 1986 wurde das inzwischen vierzig Jahre alte Schiff in Fridtjof Nansen umbenannt und in Oslo als Unterkunft für Asylbewerber stationiert. Nach drei weiteren Jahren wurde es im Mai 1989 an die Star Lauro SpA verkauft und nach Genua geschleppt. Ab 1992 wurde es unter der Leitung des italienischen Architekten Giuseppe de Jorio in ein modernes Kreuzfahrtschiff umgebaut, wobei vom alten Schiff nicht viel mehr als der besonders robuste und steife Schiffsrumpf verblieb. Da der schlanke Schiffskörper nicht den erforderlichen Auftrieb für die erheblich größeren und damit auch schwereren Aufbauten entwickelte, erhielt das Schiff am Heck einen Ducktail („Entenschwanz“) und wurde damit länger.
Ab 1995 war das Schiff der Reederei NINA Spa. für mehrere Charterer in Dienst, darunter Neckermann Seereisen. Ab 1999 kam es als Valtur Prima für Rundreisen ab Kuba zum Einsatz.

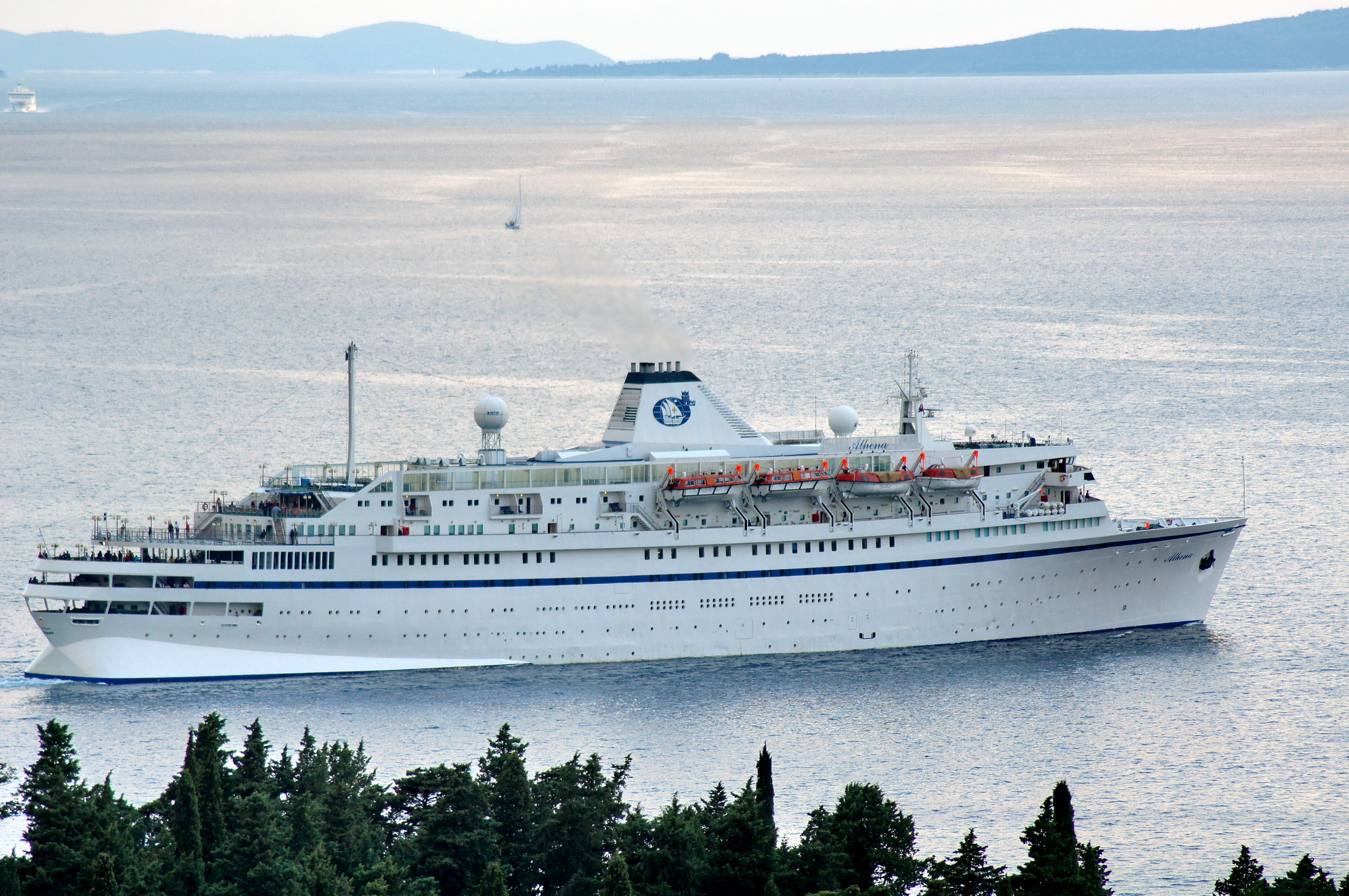
Als Athena 2011 in Split

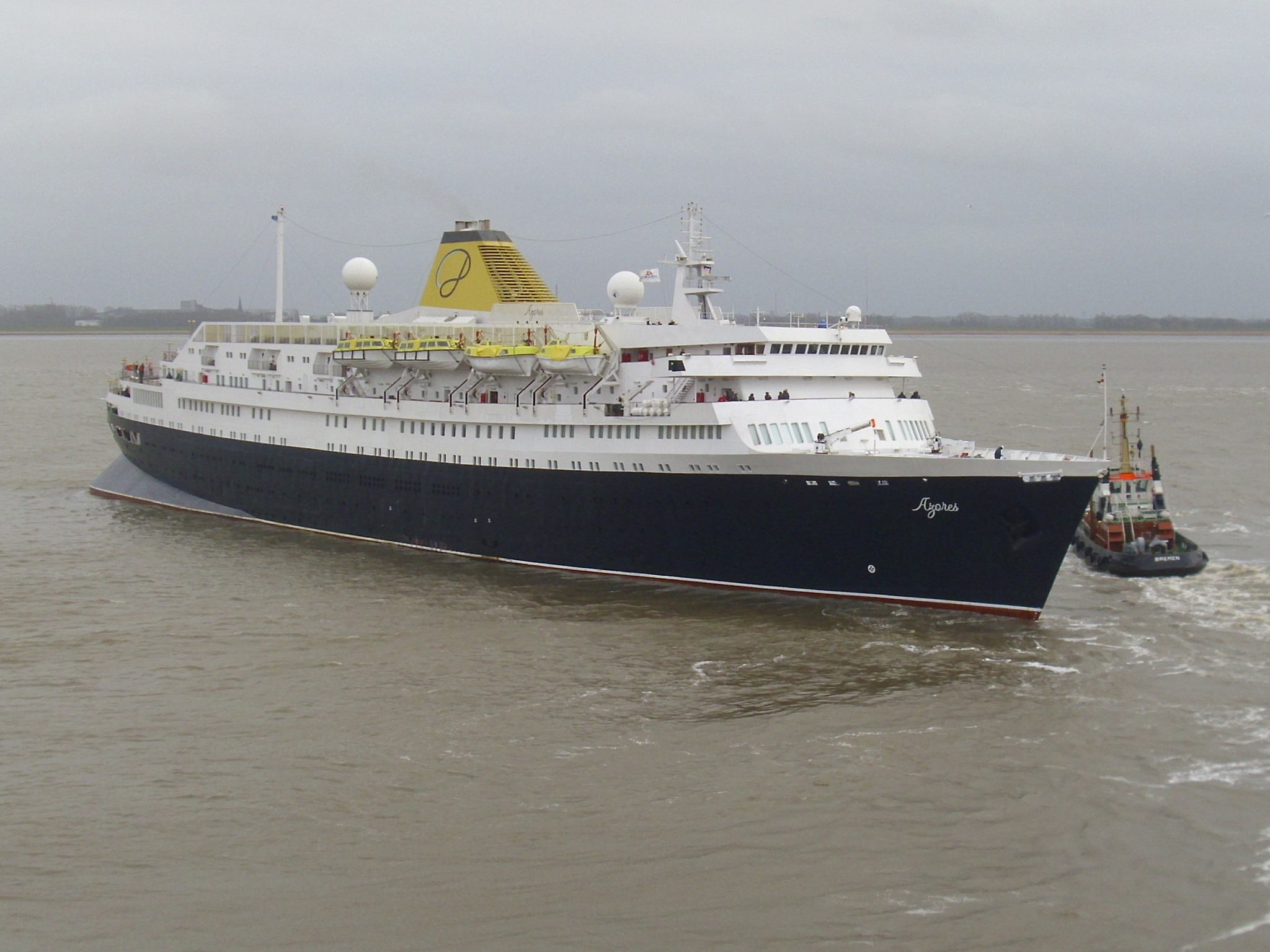
Als Azores 2014

2004 kaufte der Reeder George P. Potamianos das Schiff für seine Reederei CIC und benannte es nach einer umfänglichen Renovierung 2005 in Athena um. Ab 2007 war das Schiff für den deutschen Veranstalter Vivamare Urlaubsreisen im Einsatz, der zwischenzeitlich in Insolvenz ging. 2009 gab die Athena ein kurzes Gastspiel bei Phoenix Reisen als Ersatz für die Alexander von Humboldt. Wegen offener Forderungen von Gläubigern der Reederei wurde das Schiff im September 2012 in Marseille an die Kette gelegt.
Im Mai 2013 kaufte die neu gegründete Reederei Portuscale Cruises das Schiff und nannte es Azores. Ab März 2014 war es für Ambiente Kreuzfahrten in europäischen Gewässern im Einsatz. Die Zusammenarbeit zwischen der Marke Ambiente Kreuzfahrten und Portuscale Cruises wurde aber aufgrund geringer Passagierzahlen am 5. September 2014 eingestellt. Im Jahr 2015 charterte Cruise & Maritime Voyages das Schiff und ersetzte dort die Discovery.
Seit März 2016 trägt das Schiff den Namen Astoria und wurde in der Saison 2016 für Kreuzfahrten im Mittelmeer und in Nordeuropa eingesetzt. 2016/2017 wurde das Schiff als Dreh- und Wohnort der Kandidatinnen und für die ersten Shootings der Casting-Show Germany’s Next Topmodel genutzt.
Im Sommer 2018 setzte Rivages du Monde die Astoria ein. Ab 2019 fuhr das Schiff wieder für Cruise & Maritime Voyages, wie bereits 2015. Nach der Saison 2020 sollte die Astoria die Flotte von CMV verlassen. In Folge der weltweiten COVID-19-Pandemie fanden ab Frühjahr 2020 keine Kreuzfahrten mehr statt. CMV meldete im Juli 2020 Insolvenz an, seitdem lag das Schiff im Hafen Rotterdam.
2021 erwarb eine amerikanische Gesellschaft die Astoria, die sie zwischen Lissabon und Funchal auf Madeira einsetzen wollte. Seit Anfang 2022 stand das Schiff allerdings wieder zum Verkauf für ein Mindestgebot von 10 Millionen Euro. Im Februar 2022 war das Schiff an seinem Liegeplatz bei schwerem Wetter beschädigt worden; es hatte sich losgerissen und das Heck kollidierte mit einem Containerschiff. Anfang 2023 wurde durch verschiedene Medien darüber berichtet, dass das Schiff verkauft worden sei und verschrottet werden solle. Wenige Tage später dementierte dies der Eigner; es sei ein weiterer kommerzieller Einsatz vorgesehen und es werde alles versucht, um eine Verschrottung zu vermeiden.
Im Juni 2025 fand eine weitere Auktion statt, bei der das Schiff für das Mindestgebot von 200.000 Euro an den einzigen Bieter, die Firma NV Galloo Recycling Ghent in Gent verkauft wurde. Experten gehen davon aus, dass durch die Beschädigungen nur noch eine Verschrottung der Astoria infrage kommt. Der Materialwert liegt 2025 bei etwa 2,75 Millionen Euro. Das Recyclingunternehmen will das Schiff zu 97 Prozent verwerten und rechnet mit mehr als 12.000 Tonnen Material (Eisen und andere Metalle, Holz, Glas und Kunststoffe).

## Sonstiges
Auf dem Einband des 1952 erschienenen Hefts 10 der im englischsprachigen Raum verbreiteten illustrierten Kinderbuchreihe Puffin Picture Books war eine Steuerbordansicht des Schiffs abgebildet; im Inneren war noch ein doppelseitiger Schiffsquerschnitt und eine Beschreibung des Schiffs als moderner Transatlantikliner enthalten.

### Sachliteratur
- Karlheinz Krull: Urlauberschiffe – Boten der Völkerfreundschaft. Tribüne Verlag, Berlin 1961.
- Robert D. Ballard, Ken Marschall: Lost Liners – Von der Titanic zur Andrea Doria – Glanz und Untergang der großen Luxusliner. Heyne Verlag, München 1997, ISBN 3-453-12905-9 (englisch: Lost Liners: From the Titanic to the Andrea Doria. The ocean floor reveals its greatest lost ships. Übersetzt von Helmut Gerstberger).
- Arnold Kludas: Die großen Passagier-Schiffe der Welt. Bechtermünz Verlag, Augsburg 1998, ISBN 3-86047-263-1.
- Gerd Peters: Vom Urlauberschiff zum Luxusliner – Die Seetouristik des VEB DSR Rostock. Koehler, Hamburg 2005, ISBN 3-7822-0920-6.
- Rolf Stünkel: Schiff mit zwölf Namen - M/S Astoria: Das älteste Kreuzfahrtschiff der Welt geht in den Ruhestand. In: Schiff Classic, Magazin für Schifffahrts- und Marinegeschichte e. V. der DGSM, Ausgabe: 8/2020, S. 73–77.

### Schöne Literatur
- Kati Naumann: Fernwehland. HarperCollins, Hamburg 2025, ISBN 978-3365007433.

## Film
- Mathias Haentjes, Regie: Ozeanriesen – Goldene Jahre. Dokumentation über die Epoche der Atlantik-Liner, Deutschland, 2019, Radio Bremen, 52 Min. (Bild- und Filmmaterial zur Titanic, Britannic (Wrack), aus Cherbourg vom Gare Maritime, aus den Hapag-Hallen in Cuxhaven, zur Queen Mary 2, Normandie, United States – Philadelphia, Astoria (Ex-Stockholm). Informationen des Senders arte zum Film, abgerufen am 27. Feb. 2020)